# مارد الجبل (مسلسل)
مارد الجبل هو مسلسل دراما مصري من إخراج نور الدمرداش وبطولة نور الشريف، محمود المليجي، مصطفى متولي، توفيق الدقن وليلى حمادة، رضا الجمال عرض المسلسل في عام 1977.

## نبذة
أحمد شاب بأحد نجوع الصعيد، يستعد للزواج من حبيبته زينة ولكن صديقه رواس ابن احد الأثرياء بالنجع يرغب في الفوز بزينة، فيهدم دار أحمد ويشرده، فيتحول مسار أحمد ويقرر الانتقام ويسكن الجبل مع من فيه ويلقب بمارد الجبل فترفض زينة وأهلها سلوكه، ويقرر اهلها زواجها لرواس، وفي ليلة الزفاف يخطفها أحمد.

## رضا الجمال مهران
- نورالشريف بدور أحمد بن شبيب
- محمود المليجي بدور بهجوري
- مصطفى متولي بدور رواس
- توفيق الدقن بدور حنفي
- ليلى حمادة بدور زينة
- جمال إسماعيل بدور الشيخ
- رجاء حسين بدور عوالي
- إبراهيم نصر بدور حسن جاويش
- عايدة رياض بدور صابحة